# Nomada sanguinea
Nomada sanguinea är en biart som beskrevs av Smith 1854. Nomada sanguinea ingår i släktet gökbin, och familjen långtungebin. Inga underarter finns listade i Catalogue of Life.